# Georg Wolfgang Panzer

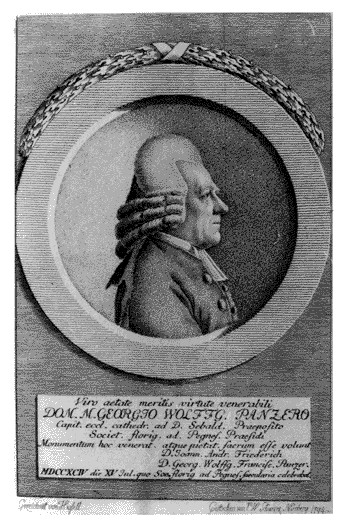
Georg Wolfgang Panzer (Kupferstich, 1794)

Georg Wolfgang Franz Panzer (* 16. März 1729 in Sulzbach, Oberpfalz; † 9. Juli 1805 in Nürnberg) war einer der bedeutendsten und verdienstvollsten Bibliografen in Deutschland.

## Leben und Wirken
Georg Panzers Vater war der Jurist Bernhard Panzer, kurfürstlicher Hof- und Regierungsrat. Nach dem Besuch der Stadtschule in Sulzbach und Privatunterricht bei Carl Friedrich Aichinger begann Georg Wolfgang Panzer 1747 an der Universität Altdorf das Studium der Philosophie und Theologie, das er 1749 mit der Dissertation De falsis quibusdam conclusionibus ex attributis divinis zur Erlangung der philosophischen Magisterwürde abschloss.
Von 1751 bis 1760 übte er das Pfarramt aus in Etzelwang. Am 29. August 1760 wurde er zum Diaconus bestellt an der Hauptpfarrkirche zu St. Sebald in Nürnberg; zwölf Jahre später, am 2. April 1772, übernahm er das Seniorat seines Kapitels und wurde im darauf folgenden Jahr zum Hauptpastor der Kirche ernannt. Im Folgenden leitete er auch die Nürnberger Stadtbibliothek.
Als Hauptpastor von St. Sebald führte Panzer kirchliche Neuerungen ein, u. a. schaffte er überflüssige Gottesdienste ab, führte die allgemeine Beichte ein und reformierte das Gesangbuch. Er war Mitglied in mehreren Gesellschaften: der Altdorfer und Leipziger Gesellschaft, der Nürnbergischen Gesellschaft zur Beförderung vaterländischer Industrie und des  Pegnesischen Blumenordens, dessen Vorsteher er 1789 wurde.
1802 konnte er sein 50-jähriges Amtsjubiläum und seine Goldene Hochzeit feiern; am 9. Juli 1805 starb Georg Wolfgang Panzer an den Folgen eines Schlaganfalls. Seine Frau war Rosine Helene Jantke, 1806 verstorben, die Tochter des Altdorfer Medizinprofessors Johann Jakob Jantke (1687–1768). Der Ehe entstammen zwei bekannte Söhne: Der Theologe Johann Friedrich Heinrich Panzer sowie der Botaniker Georg Wolfgang Franz Panzer.

## Literarische Tätigkeit
Seit seiner Zeit auf dem Lande in Etzelwang hatte Panzer seine Studien vorangetrieben und seine literarische Tätigkeit kontinuierlich bis zu seinem Tode fortgesetzt. Neben Aufsätzen in Zeitschriften veröffentlichte er 45 selbständige Werke, darunter lateinische Gelegenheitsschriften, eine Reihe von Übersetzungen aus dem Englischen und Französischen, zum Teil auch geografischen Inhalts, theologische Schriften und eine Studie zu Ulrich von Hutten. Sein Hauptwerk indes wurde seine vielbändige Bibliografie, die für die Buchwissenschaft bis ins 20. Jahrhundert hinein zum Grundlagenwerk wurde. Für diese Tätigkeiten wurde Georg Wolfgang Panzer am 20. Juni 1799 von der philosophischen Fakultät der Universität Altdorf anlässlich seiner fünfzigjährigen Magisterwürde mit dem Diplom eines Doktors der Theologie geehrt.

## Die Bibliographien

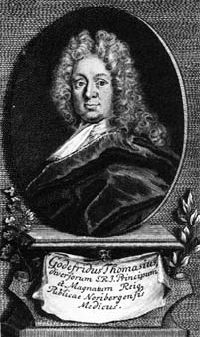
Gottfried Thomasius. Kupferstich, um 1730

Panzers umfangreiches bibliografisches Werk erfasst drei Gebiete: die ältesten Bibelausgaben, die ältere deutsche Literatur seit Erfindung der Buchdruckerkunst und die gesamte Literatur bis 1536. Darüber hinaus verfasste er eine Geschichte der Buchdrucker Nürnbergs und einen dreibändigen lateinischen Katalog der Bibliothek des Gottfried Thomasius, eines Nürnberger Arztes, mit 27.251 Nummern sowie ein Verzeichnis von Nürnbergischen Portraiten (Nürnberg 1790).
Als Aufseher der Nürnberger Stadtbibliothek hatte Panzer begonnen, deren Bibeln zu verzeichnen: Litterarische Nachricht von den allerältesten gedruckten deutschen Bibeln aus dem 15. Jahrhundert, welche in der öffentlichen Bibliothek der Reichsstadt Nürnberg aufbewahrt werden, erschienen 1777; 1778 folgte die Geschichte der Nürnbergischen Ausgaben der Bibeln von Erfindung der Buchdruckerkunst bis auf unsere Zeiten. Davon ausgehend erfasste Panzer dann die Bibeldrucke und deren Übersetzungen auch über Nürnberg hinaus: Ausführliche Beschreibung der ältesten Augsburgischen Ausgaben der Bibel, mit litterarischen Anmerkungen (Nürnberg, 1780), Versuch einer kurzen Geschichte der römisch-katholischen deutschen Bibelübersetzung (Nürnberg, 1781) sowie den Entwurf einer vollständigen Geschichte der deutschen Bibelübersetzung Dr. Martin Luthers vom Jahre 1517 – 1581, ebenfalls 1781 in Nürnberg erschienen und 1791 durch eine zweite vermehrte Ausgabe ergänzt.
Panzer lieferte zudem die erste umfangreiche Erfassung der Inkunabeln und Frühdrucke. In zwei Bänden erschienen zunächst 1788 (und erneut 1805) die Annalen der älteren deutschen Litteratur oder Anzeige und Beschreibung derjenigen Bücher, welche von Erfindung der Buchdruckerkunst bis 1526 in deutscher Sprache gedruckt worden sind; die zwischen 1793 und 1803 herausgegebenen Annales typographici ab artis inventae origine usque ad annum MDXXXVI erfassten nunmehr in insgesamt elf Bänden auch die Ausgaben in lateinischer Sprache. Diese Annales wurden zur Grundlage der Inkunabelforschung im 19. Jahrhundert und inspirierten unter anderem die seinerzeit moderne systematische Aufstellung 1826/38 von Ludwig Hain, die wiederum den von Konrad Haebler initiierten und seit 1925 fortlaufend gedruckten  Gesamtkatalogs der Wiegendrucke ermöglichte, dessen Redaktion, und seit einiger Zeit auch Online-Stellung, heute von der Staatsbibliothek zu Berlin wahrgenommen wird.

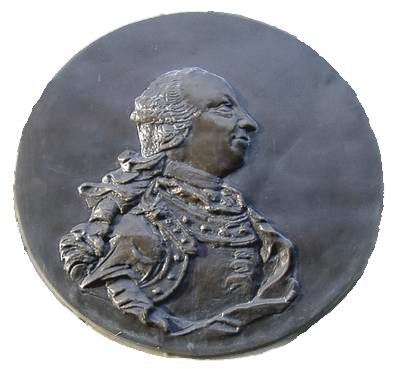
Herzog Carl Eugen von Württemberg (1744–1793)

## Nachlass
Georg Wolfgang Panzer besaß selbst eine umfangreiche und wertvolle Bibliothek, darin auch eine Sammlung von ca. 600 Bibeln, die er 1780 an Herzog Carl Eugen von Württemberg verkauft hatte und die sich heute in der Württembergischen Landesbibliothek in Stuttgart befinden.